# Хронологія європейських досліджень Азії

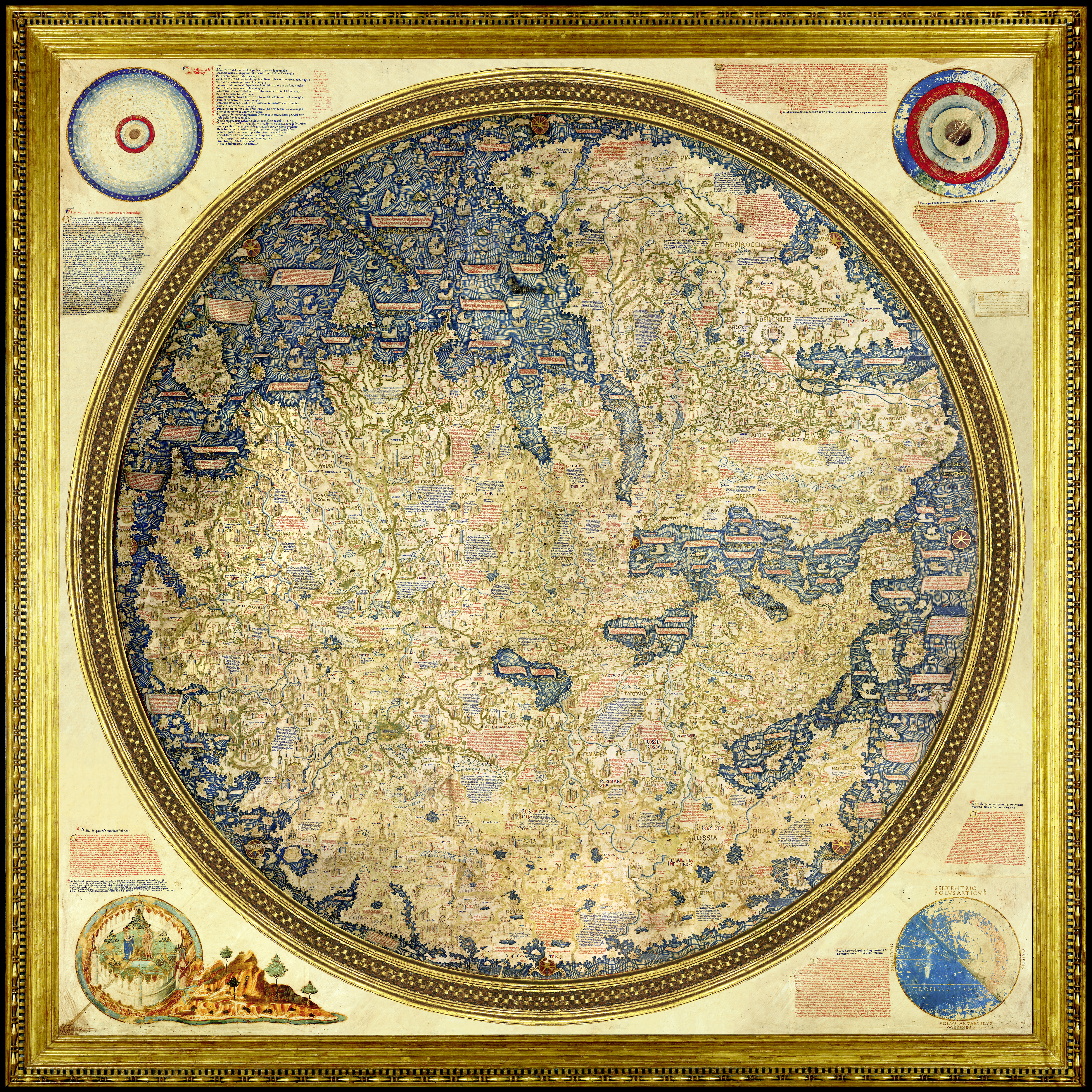
Карта Фра Мавро, створена близько 1459 року, є картою відомого тоді світу. Дотримуючись загальноприйнятої на той час практики, південь знаходиться на вершині. Джованні Баттіста Рамузіо вказував, що карта частково базується на карті, привезеній з Катая Марко Поло.

## Перша хвиля досліджень (переважно по суходолу)

### Античність
- 515 р. до н. е.: Скілак досліджує Інд і морський шлях через Індійський океан до Єгипту.
- 330 р. до н. е.: Александр Македонський завойовує частину Середньої Азії та частину північно-західної Індії
- 300 до н. е.: Селевк Нікатор, засновник Імперії Селевкідів, нападає на північний захід Індії, але зазнає поразки від Чандрагупти Маурії, засновника Імперії Маур'їв, і незабаром вони стають союзниками.
- 250—120 рр. до н. е.: греко-бактрійські держави створюються в регіонах Середньої Азії та Південної Азії, включаючи Ферганську долину (Олександрія Есхаті), Трансоксанія (Олександрія на Оксі) і Пенджаб (Олександрія на Інді).
- 180 р. до н. е. — 10 р. н. е.: Індо-Грецьке королівство було розташоване в районах, які зараз є частиною Афганістану, Пакистану та північно-західної Індії.
- ~ 118 р. до н. е. Евдокс Кизицький був грецьким мореплавцем з малоазійського грецького міста Кізік, який досліджував Аравійське море для Птоломея VIII, царя елліністичної династії Птолемеїв в Єгипті.
- 30 р. до н. е. — 640 р. н. е. З інкорпорацією Птолемеєвого Єгипту, римляни починають торгівлю з Індією. Імперія отримує прямий доступ до торгівлі прянощами, налагодженою Єгиптом, починаючи з 118 р. до н. е.
- 100 р. — 166 р.: встановлюються римсько-китайські відносини. Птолемей у своїй Геогргафії пише про Золотий Херсонес (тобто Малайський півострів) та торговий порт Каттігара, який тепер ідентифікується як Ок Ео на півдні В'єтнаму, тоді входив до провінції Цзяочжоу китайської імперії Хань. Китайські історичні тексти описують римські посольства в країні, яку вони називали Дацин.
- 2 століття: римські торговці досягають Сіаму, Камбоджі, Суматри та Яви.
- 161 р.: посольство римського імператора Антоніна Пія або його наступника Марка Аврелія досягає китайського ханського імператора Лю Чжі в Лояні.
- 226 р.: Римський дипломат або купець приїжджає на північ В'єтнаму та відвідує Нанкін, Китай та двір Сунь Цюаня, правителя Східного У

### Середньовіччя

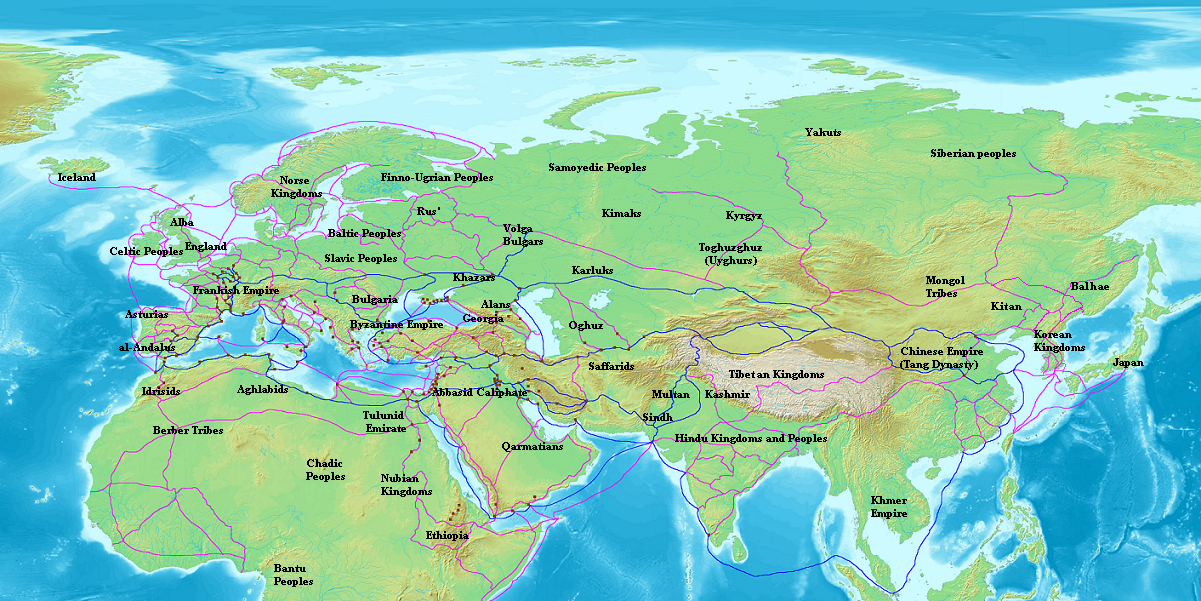
Торгові шляхи в Євразії та північній Африці в 870 р. н. е.

- ~ 500—1000 рр.: середньовічні єврейські купці Раданіти домінували у торгівлі між християнським та ісламським світами в період раннього Середньовіччя і подорожували аж до Китаю династії Тан.
- 522—550: Візантійський мандрівник та письменник Козьма Індикоплов (букв. «Який приплив до Індії») Олександрійський був грецьким купцем, а згодом ченцем, який здійснив кілька подорожей до Індії під час правління імператора Юстиніана. Його Topografia Christiana (Християнська топографія), містить деякі найдавніші та найвідоміші карти світу, описуючи географічні дані, отримані під час його подорожей до Еритреї, Ефіопії, Індії та Шрі-Ланки.
- ~ 552 р.: Два перські ченці (або, можливо, емісари, переодягнені ченцями), за вказівкою імператора Східного Риму (Візантії) Юстиніана I, вирушають до Китаю та контрабандно доставляють лялечки шовкопрядів до Східної Римської імперії, завдяки чому забезпечується виробництво шовку в Європі та Малій Азії.
- 568 р.: східноримський (візантійський) полководець Земарх вирушає до Самарканда та двору Західнотюркського каганату.
- 639—640 рр.: мусульмани підпорядковують собі Єгипет, тим самим розірвавши пряму східноримську (а отже, і європейську) торгівлю з Індією та Східною Азією.
- 1160—1173 рр.: єврейський рабин з Наварри Веніамін Тудельський відвідує Сирію, Палестину, Багдад, Персію та Аравійський півострів.
- 1180—1186 рр.: Петфахія з Регенсбурга відвідав Багдад.
- 13 століття: торгівля вздовж Шовкового шляху досягає свого розквіту під час розквіту Pax Mongolica, відносного миру в Азії під час широкомасштабного об'єднання під Монгольською імперією.
- 1245—1247 рр.: італійський францисканець Джованні Да Плано Карпіні, призначений папським легатом у супроводі Стефана Богемського, а згодом Бенедикта Поляка, досягає Каракоруму в сучасній Монголії. Перше європейське посольство до Великого хана.
- 1245—1248 рр.: італійці Аскелін Ломбардський, Симон із Св. Квентіна та Андре де Лонжюмо рушають до Вірменії та Персії.
- 1249—1251 рр.: Андре де Лонжюмо супроводжує французького посла до великого Гуюк-хана. Разом із ними їдуть брат Андре — Гаєм, а також Джон Годеріше, Джон Каркасонський, Герберт «Ле-Сомельє», Герберт із Сенса Вони досягають Таласу на північному заході Киргизстану.
- ≈1254 р.: фламандець Віллем Рубрук досягає Монголії через Центральну Азію.
- 1264– ≈1269 рр.: перша експедиція італійців Нікколо та Маффео Поло до Китаю. У 1266 році вони досягають ставки Кублай-хана в Даду (нині Пекін) у Китаї.
- 1271—1295 рр.: друга поїздка Ніколо та Маффео Поло до Китаю. Цього разу з Марко, сином Нікколо, який у генуезькому полоні надиктує яскраву доповідь про свої пригоди. Достовірність цієї оповіді наразі дискутується.
- 1275—1289 і 1289—1328: італієць Джованні Монтекорвіно (1246—1328), францисканський місіонер, мандрівник і державний діяч, засновує найдавніші римо-католицькі місії в Індії та Китаї, стає архієпископом Пекіна та патріархом Сходу.
- ≈1318–1329: подорожі братів францисканців, італійця Одорика Порденоне та Джеймса Ірландського через Індію та Малайський півострів до Китаю, де вони перебували в Даду (нинішній Пекін) приблизно три роки, перш ніж повернутися до Італії по суші через Центральну Азію.
- ~ 1321—1330/1338 (?): французький домініканський місіонер Йорданус, став єпископом усього Індійський субконтиненту в 1329 році, описав свої подорожі Індією та Близьким Сходом у книзі «Мірабілія».
- 1338—1353: експедиція італійця Джованні де Маріньоллі, одного з чотирьох головних посланців, посланих папою Бенедиктом XII до Пекіна.
- 1401—1402: подорож Пайо Гомеса де Сотомайора, першого посла Енріке III Кастильського до імперії Тимуридів.
- 1403—1404: подорож Руя Гонсалеса де Клавіхо, другого посла Енріке III Кастильського до імперії Тимуридів. Він пройшов турецьким узбережжям Чорного моря до Трабзона, а потім сушею через Вірменію, Азербайджан, Іран та Туркменістан до Узбекистану. Він також відвідав Тегеран.
- 1420—1436: подорожі італійського дослідника Нікколо де Конті до Індії та Південно-Східної Азії.
- 1436—1439: подорожі Педро Тафура Близьким Сходом.
- 1453: Константинополь потрапляє під владу мусульманських турків-османів; це означає кінець християнського панування у Східному Середземномор'ї.
- 1470: Подорожі Афанасія Нікітіна, першого росіянина, який відвідав Індію.
- 1471—1479: італійські венеційські дипломати Катеріно Дзено, Амброджо Контаріні та Іосафат Барбаро їдуть до Персії.
- 1487—1491: португальський дослідник і шпигун Перу да Ковілян подорожує на Близький Схід та Індію за наказом короля Португалії, щоб зібрати інформацію, необхідну для успішного встановлення морського шляху між Португалією та Індією.
- 1557—1572: англієць Ентоні Дженкінсон подорожує через Каспійське море до Бухари та Персії.
- 1563–1581: італійський венеційський купець Чезаре Федерічі відвідав держави Індостану, сучасних М'янми і Індонезії. 1587 року видав у Венеції доповідь «Подорож месера Чезаре де Федерічі до Східної Індії та іншої Індії».
- ≈1580-1585: козак Єрмак Тимофійович досягає сибірського татарського міста Кашлик біля правого берега Іртиша.
- 1583—1591: англійський купець Ральф Фітч разом із Джоном Ньюберрі та Джоном Елдредом, ювеліром на ім'я Вільям Лідс та художником Джеймсом Сторі, подорожував через Левант та Месопотамію до Індії та португальської Малакки (в сучасній Малайзії). Елдред залишається в Басрі, Ірак; Сторі приєднується до єзуїтів у Гоа; Лідс залишається в Агрі, щоб працювати на Акбара, і Ньюберрі вирішує повертатись назад. Фітч сам поїхав до Бірми та Малакки (сьогодні в Малайзії). Повернувся до Лондона в 1591 році.
- 1643: Курбат Іванов досягає озера Байкал.
- 1644: Василь Поярков, подорожуючи по суші із Сибіру, досягає гирла Амуру в Тихому океані.

## Друга хвиля досліджень (морська)

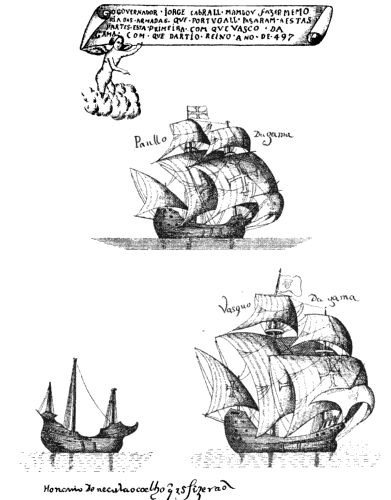
Кораблі, якими користувався Васко да Гама під час свого першого плавання. (Ілюстрація 1558 р.)

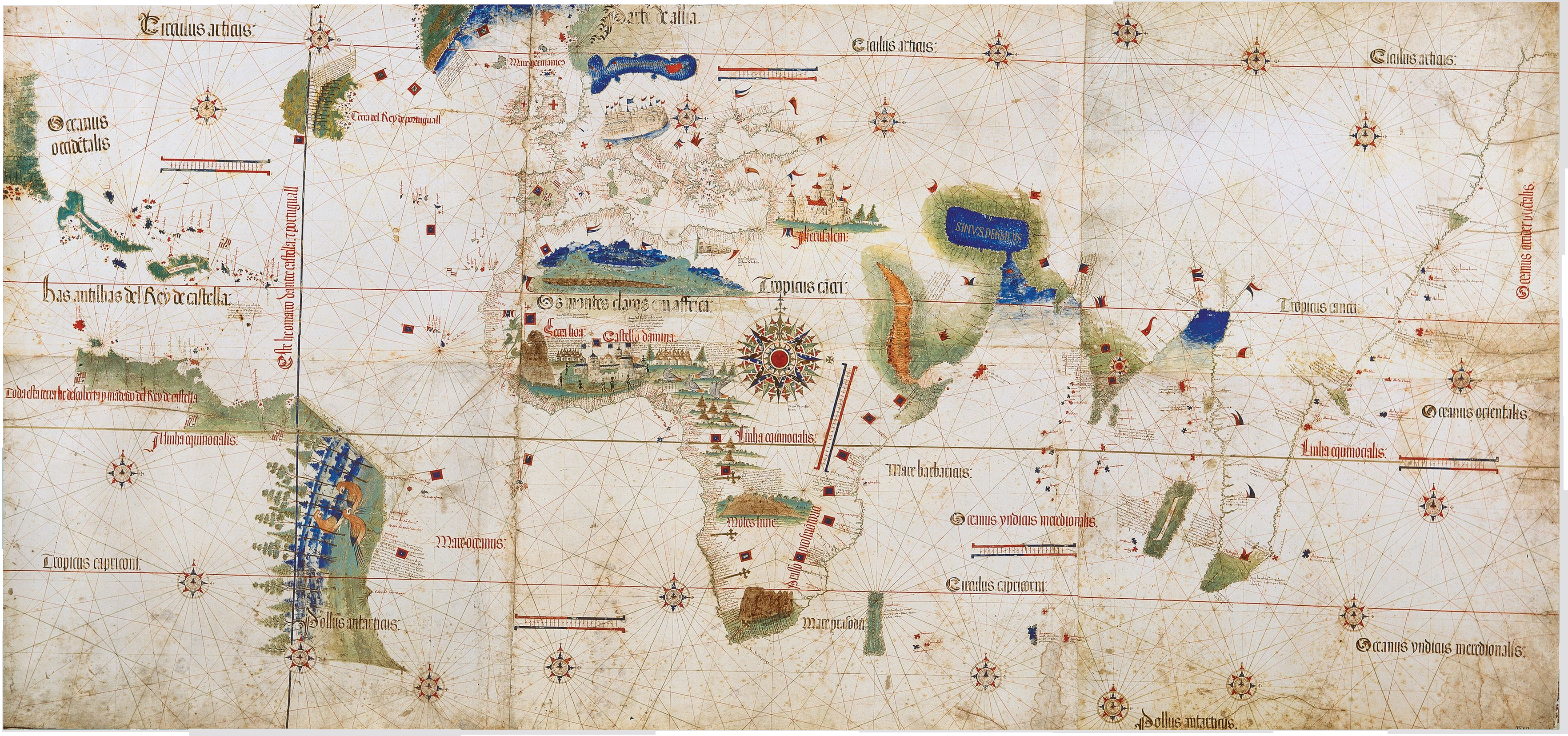
Планісфера Кантіно (або Карта світу Кантіно) 1502 року — це найбільш рання збережена карта, що відображає португальські відкриття на сході та заході.

Важливою передумовою морського етапу європейських досліджень Азії були проривні зміни в європейському кораблебудуванні, що відбулись в країнах Піренейського півострова в XV—XVI ст. і забезпечили європейських мореплавців кораблями, здатними перепливати океани і здійснювати навколосвітні морські подорожі. 
- 1492: Христофор Колумб вирушає з Іспанії на пошуки західного шляху до Азії. Хоча йому не вдалось досягнути Азії, його успіхи сприяли європейській експансії, в тому числі в Азії.
- 1497—1499: Васко да Гама на чолі португальської флотилії відкриває морський шлях до Індії навколо мису Доброї Надії.
- 1500—1501: після відкриття Бразилії Педру Алваріш Кабрал здійснив другу португальську подорож до Індії. Корабель на чолі з Діого Діашем відокремився від флотилії і відкрив Мадагаскар. Після цього він першим досяг на кораблі Червоного моря.
- 1501– ?: Жуан да Нова командує 3-ю португальською армадою до Індії. По дорозі він відкриває острів Вознесіння (1501) та острів Святої Єлени (1502).
- 1502—1503: Друга подорож Васко да Гами до Індії (на чолі 4-ї індійської армади).
- 1503—1504: Афонсу де Албукеркі, під час 5-ї португальської Індійської армади засновує перший португальський форт в Кочі, Індія,
- 1505: Франсішку де Алмейда призначений першим віце-королем Португальської Індії (Estado da Índia). Він виходить з Лісабона на чолі 7-ї португальської Індійської армади, маючи 22 кораблі, включаючи 14 карак та 6 каравел, в яких перебуває екіпаж з 1.000 матросів та 1.500 солдатів. Його син, Лоуренсу де Алмейда, досліджує південне узбережжя і досягає сучасного острова Шрі-Ланка.
- 1507—1513: у 1507 році Афонсу де Албукеркі захоплює острів Ормуз у Перській затоці. Пізніше його призначають другим віце-королем Індії в 1508 році. У 1510 році він завойовує Гоа, яке незабаром стає найбільш процвітаючим з португальських поселень в Індії.
- 1511: Албукеркі завойовує Малакку, яку вперше досягнув Діогу Лопіш де Секейра в 1509 році. Малакка стає стратегічною базою для португальської експансії в Ост-Індії.
- 1511: португальська дипломатична місія на чолі з Дуарте Фернандішем, відправлена Албукеркі з Малакки прибула в королівство Аюттхаю (Таїланд). Це були, мабуть, перші європейці, які відвідали країну. Через п'ять років після цього першого контакту Аюттхая та Португалія уклали договір про надання португальцям дозволу торгувати в королівстві.
- 1512: Експедиція з трьох суден на чолі з Антоніу де Абреу, відправлена Албукеркі у листопаді 1511 року з Малакки на пошуки «островів прянощів» відкрила о. Амбон та архіпелаг Банда на Молуккських островах на початку 1512 року[1]. Перші європейці, що досягли островів Банда, затримались тут приблизно на один місяць для придбання мускатного горіха і гвоздики, які вирощувались на цих островах.[2] Де Абреу повернувся через Амбон, тоді як його другий капітан Франсішку Серран пішов вперед до Молуккських островів, зазнав аварії корабля і врешті опинився на острові Тернате[3], де він заснував форт.
- 1513: Албукеркі взяв в облогу Аден, але напад був відбитий. Після зняття облоги він вперше в історії європейського флоту здійснив плавання по Червоному морю.
- 1513: Жоржі Алваріш стає першим європейцем, що висадився в Китаї — на о.Таман в дельті річки Чжуцзян (Перлинна річка).
- 1516—1517: Рафаель Перестрелло, двоюрідний брат дружини Христофора Колумба, очолює невелику португальську торгову місію в Кантоні (Гуанчжоу), що управляється династією Мін.
- 1517: Фернан Піріш де Андраде на чолі португальського посльства до імператорського двору в Китаї заснував перший європейський торговий пункт на узбережжі Китаю на острові Таман в дельті р. Чжуцзян (Перлинної), а потім у Кантоні (Гуанчжоу). В 1520-1521 роках португальське посольство здійснило мандрівку з Кантона в Пекін і назад, хоча й не було прийняте імператором.
- 1519—1522: вийшовши з Іспанії з п'ятьма кораблями та 270 людьми в 1519 році, португалець Фернан Магеллан першим дійшов до Азії зі сходу. У 1520 році він відкриває протоку, що пізніше була названа Магелланова протока. У 1521 році він досягає Маріанських островів, а потім острова Гомонгон на Філіппінах. Через деякий час Магеллана вбивають у битві при Мактані. Решта екіпажу пливе до Палавана (Філіппіни), а відтак до Брунею на Борнео. Потім вони досягають Тідоре на Молуккських островах, уникаючи португальців. Лише одне судно, яким командував Хуан Себастьян Елькано, і на якому залишилось у живих 18 членів екіпажу повертається до Іспанії в 1522 році, здійснивши першу в історії навколосвітню подорож.
- 1524: третя подорож Васко да Гами до Індії.
- 1542: шторм прибиває Антоніу да Мота на острів Танегасіма, установлюється перший європейський контакт з Японією.
- 1549: Святий Франциск Ксав'єр прибув до Японії у супроводі отця Косме де Торреса, брата Хуана Фернандеса, японця Андзіро, двох охрещених японців на ім'я Антоніо та Джоан, китайця на ім'я Мануель та індіанця на ім'я Амадор. Капітаном корабля звати Аван, ака «Пірат».
- 1556: домініканець Гаспар да Круз — перший сучасний місіонер, який прибув до Китаю. Він подорожував до Гуанчжоу в 1556 році і написав першу повну книгу про Китай та династію Мін, яка вийшла в Європі; вона включала інформацію про географію країни, провінції, імператорську династію, бюрократію, судноплавство, архітектуру, фермерство, ремесла, купецькі справи, одяг, релігійні та соціальні звичаї, музику та інструменти, письмо, освіту та правосуддя. (Див. Також місії єзуїтів у Китаї)
- 1582: італійський священик-єзуїт і місіонер Маттео Річчі досягає португальського поселення Макао в Мінському Китаї і в 1601 році стає першим європейцем, якого запросили в імператорський палац Мін у Забороненому місті в Пекіні, за вказівкою імператора Чжу Їцзюня, який прагнув його послуги при суді, особливо за його досвід в астрономії. У 1602 році Річчі та його китайський перекладач Лі Чжизао спільно опублікували першу світову карту китайською мовою — «Куньюй Ваньго Цюаньту», яка значно розширила китайські та японські знання про глобальну географію.
- 1595: голландець Ян Гюйген ван Лінсхотен опублікував свою Reys-gheschrift vande navigatien der Portugaloysers in Orienten («Подорожні звіти щодо португальського мореплавства на Сході»), яка була перекладена англійською та німецькою мовами в 1598 році. Він надав доступ до секретної португальської інформації, включаючи морські карти, які добре охоронялися більше століття. Таким чином, книга зруйнувала португальську монополію на морську торгівлю з Азією.

## Інші варті уваги європейці
- 1579—1619: Томас Стефенс, єзуїт, був, мабуть, першим англійцем, який ступив на Індійську землю, де він і помер у 1619 році.
- 1599—1614: Джон Мілденхолл разом із Річардом Ньюманом досягає Аґри в Індії по суші в 1614 році.
- 1600—1610: Корабель Вільяма Адамса прибуває до Японії, де він проводить наступні 10 років радником сьоґуна Токуґави Ієясу.
- 1602—1607: Бенту де Гой, перший європеєць, який подорожував по суходолу з Індії до Китаю.
- 160? –1611: Роберт Коверте повертається з Індії пішки після того, як його судно сідає а мілину біля Сурата.
- 1612—1617: Томас Корят пішки подорожує до Індії.
- 1615—1618: Томас Ро — посол при дворі в Великого Могола, Джаханґіра в Аґрі, Індія.
- 1624: Антоніу де Андраде, перший європеєць, який досяг Тибету.
- 1626—1627: Ештебан Качелла разом із Жуаном Кабралом — перші європейці, які досягли Бутану.
- 1631—1668: Жан-Батист Таверньє шість разів подорожує до Азії, переважно до Персії, Індії та Яви.
- 1656—1669: Франсуа Берньє подорожує до Єгипту, Саудівської Аравії, а потім проводить вісім років при дворі імператора Великих Моголів Аурангзеба.
- 1664—1680: Жан Шарден двічі подорожує до Персії (а також до залежних від неї земель на Кавказі, таких як Грузія) та Індії.
- 1675—1678: молдавський боярин Ніколае Мілеску подорожує до Китаю.

## Інші важливі особистості

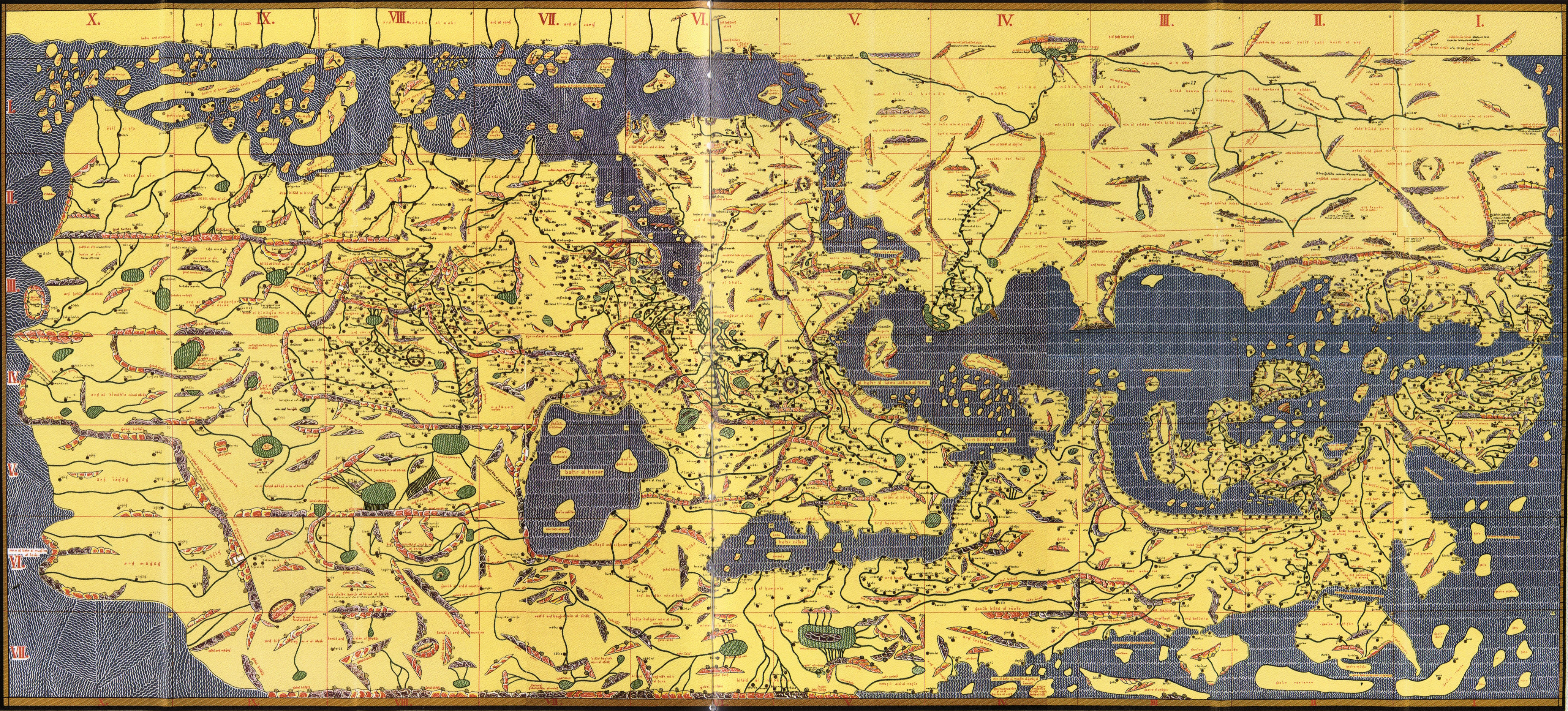
Табула Роджеріана (1154), Мухаммада аль-Ідрісі

- 1154: хоча не відомий своїми подорожами, Мухаммад аль-Ідрісі вніс важливий внесок для вивчення Азії європейцями, коли в 1154 р. створив для нормандського короля Сицилії Рожера II карту Табула Рожеріана — карту всього відомого світу, що базувалась на його знанні арабських торгових шляхів.
- 1247 і 1254: Гайтон I, король вірменського Кілікійського королівства та союзник франкських хрестоносців, відвідує монгольський двір у Каракорумі в 1254 році, після того як вперше відправив туди свого брата Семпада в 1247 році.
- 1275—1288: Раббан Бар Саума та Маркос, тюрксько-китайський монах-несторіанець, подорожували Близьким Сходом та Європою. Раббан Бар Саума зустрівся з багатьма європейськими монархами, а також Папою Римським, намагаючись організувати франко-монгольський союз.
- 1325—1355: Подорожі Ібн Баттути, мусульманського мандрівника з Марокко, по більшій частині Старого Світу. Його Подорожі набудуть популярності серед європейців, починаючи з XIX століття.